# Dirk Schmidt (Motivationstrainer)

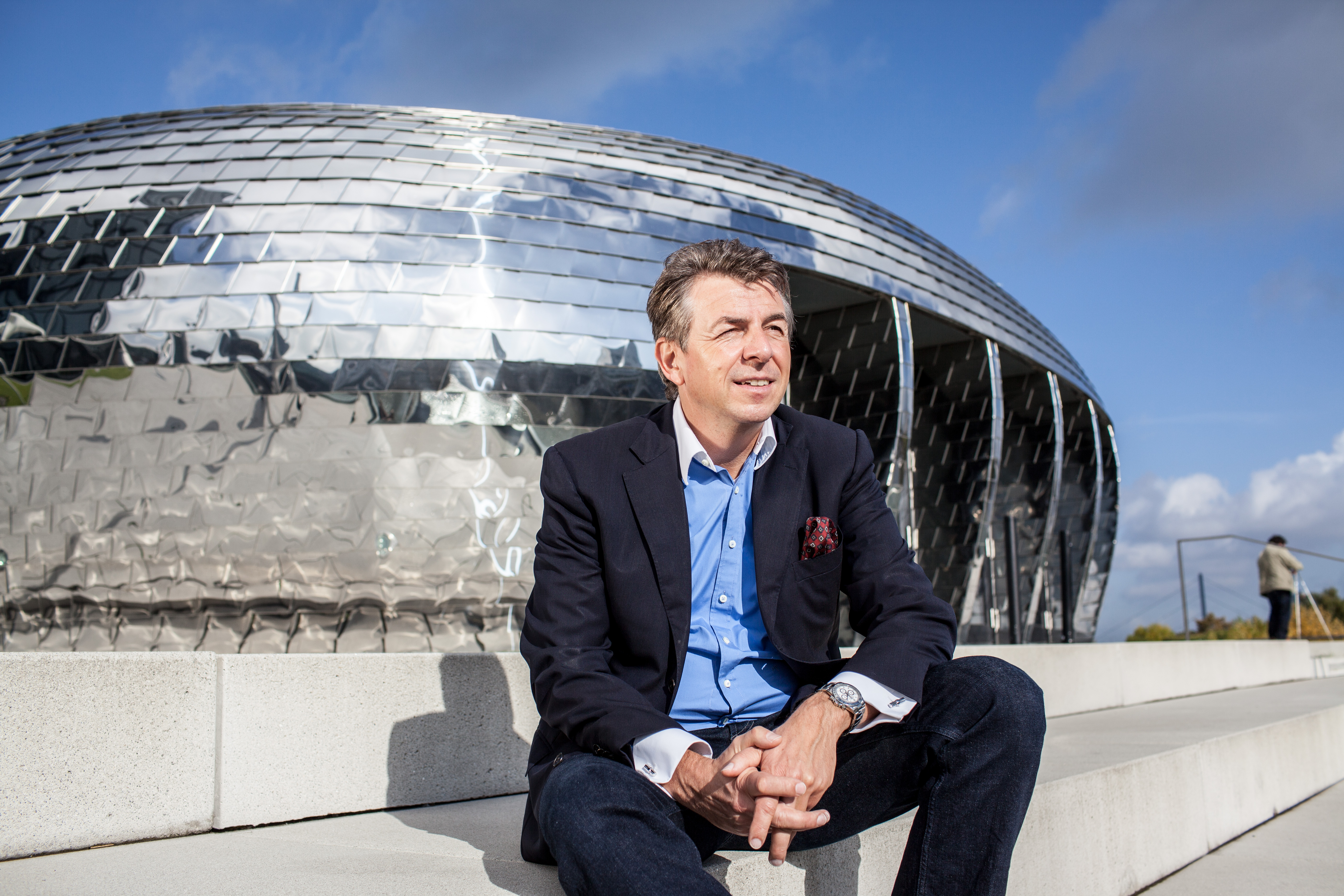
Dirk Schmidt (2013)

Dirk Schmidt (* 1966 in Saarbrücken) ist ein deutscher Motivationstrainer und Redner. Er ist Autor mehrerer Bücher.

## Leben
Der Industriekaufmann war Anfang der 1990er Jahre Verkaufsleiter eines Autohauses in Haßloch, Rheinland-Pfalz. Wenig später baute er selbst ein Autohaus auf, welches er um eine zweite Niederlassung erweiterte. Von 2000 bis 2003 war er als Geschäftsführer der Firma Strenger GmbH im Rheinland tätig. Noch im selben Jahr orientierte sich Dirk Schmidt beruflich neu um und machte sich im Juli 2003 als Motivationstrainer selbstständig. Er lebt in Düsseldorf.

## Tätigkeit
Dirk Schmidt ist Motivationstrainer, Redner sowie Buchautor und Autor von Fachbeiträgen. Sein Buch „Paul, der Motivator“ wurde in mehrere Sprachen übersetzt. Branchenunabhängig bietet er Vorträge, Seminare und Motivationstage zu den Themen Motivation und „Erfolgsstrategien“ an.
Öffentlich wurde Dirk Schmidt durch die Fernsehsendungen „Der Motivator“ auf RTL und Helden der Kreisklasse auf kabel eins sowie durch TV-Sendungen auf Sat.1, WDR und N24 bekannt. In fünf Beiträgen bei RTL begleitete Schmidt unter anderem einen erfolglosen Fußballverein, einen Langzeitsingle und eine Chaos-WG bei der Lösung ihrer Probleme. Die Kölner Fernsehproduktionsfirma „spin tv“ begleitete für den Fernsehsender kabel eins während der Saisons 2004/05 und 2005/06 die Arbeit des früheren Bundesligaspielers und heutigen Trainer Manfred Burgsmüller und den SSV Hacheney, einen Fußballverein aus Hacheney. Burgsmüller engagierte Dirk Schmidt, um das gesetzte Ziel „Wiederaufstieg“ zu erreichen.
Beim Taekwondo Sportinternat in Swisttal gehört Dirk Schmidt zum betreuenden Team.

## Publikationen
- Paul der Motivator: Die besten Tipps für tägliche Erfolgserlebnisse. Ueberreuter Verlag, Wien 2007, ISBN 978-3-8000-7314-6.
- Die Kraft der Motivation: Was wir von erfolgreichen Sportlern lernen können. Ueberreuter Verlag, Wien 2009, ISBN 978-3-8000-7407-5.
- Motivation – 88 Strategien, Impulse und Tipps für eine hohe Selbstmotivation. Gabler Verlag, Wiesbaden 2011, ISBN 978-3-8349-2614-2.
- Wenn Sie wüssten, was Sie können:Was wir vom Fußball lernen können. Amade Verlag, 2014, ISBN 978-3-9815194-3-3.
- Wenn Sie wüssten, was Sie können: Ein unterhaltsamer Motivations-Ratgeber. Amade Verlag, Düsseldorf 2014, ISBN 978-3-9815194-4-0.
- DU bist das Produkt:Erfolgreich verkaufen in 8 Schritten - warum Deine Motivation und Persönlichkeit entscheidend sind. Amade Verlag, Düsseldorf 2015, ISBN 978-3-9815194-8-8.
- MUTivationsbox - 101 Impulse für Ihre Motivation:101 Impulse für Ihre Motivation. Amade Verlag, Düsseldorf 2015, ISBN 978-3-9817512-2-2.
- MUTivationsbox – 101 Zitate im Postkartenformat:101 Impulse für Ihre Motivation. Amade Verlag, Düsseldorf 2015, ISBN 978-3-9817512-1-5.